# Robert Tomsich
Robert Tomsich, kanadsko-slovenski inženir strojništva, * 23. september 1930, † 6. avgust 2018.

## Odlikovanja in nagrade
Leta 2000 je prejel častni znak svobode Republike Slovenije z naslednjo utemeljitvijo: »za dejanja v dobro Sloveniji, posebej pri njenem osamosvajanju in mednarodnem uveljavljanju«.